# Duldevattnet
Duldevattnet är en sjö i Uddevalla kommun i Bohuslän och ingår i Bäveåns huvudavrinningsområde.